# ウォレス (ウォンバット)

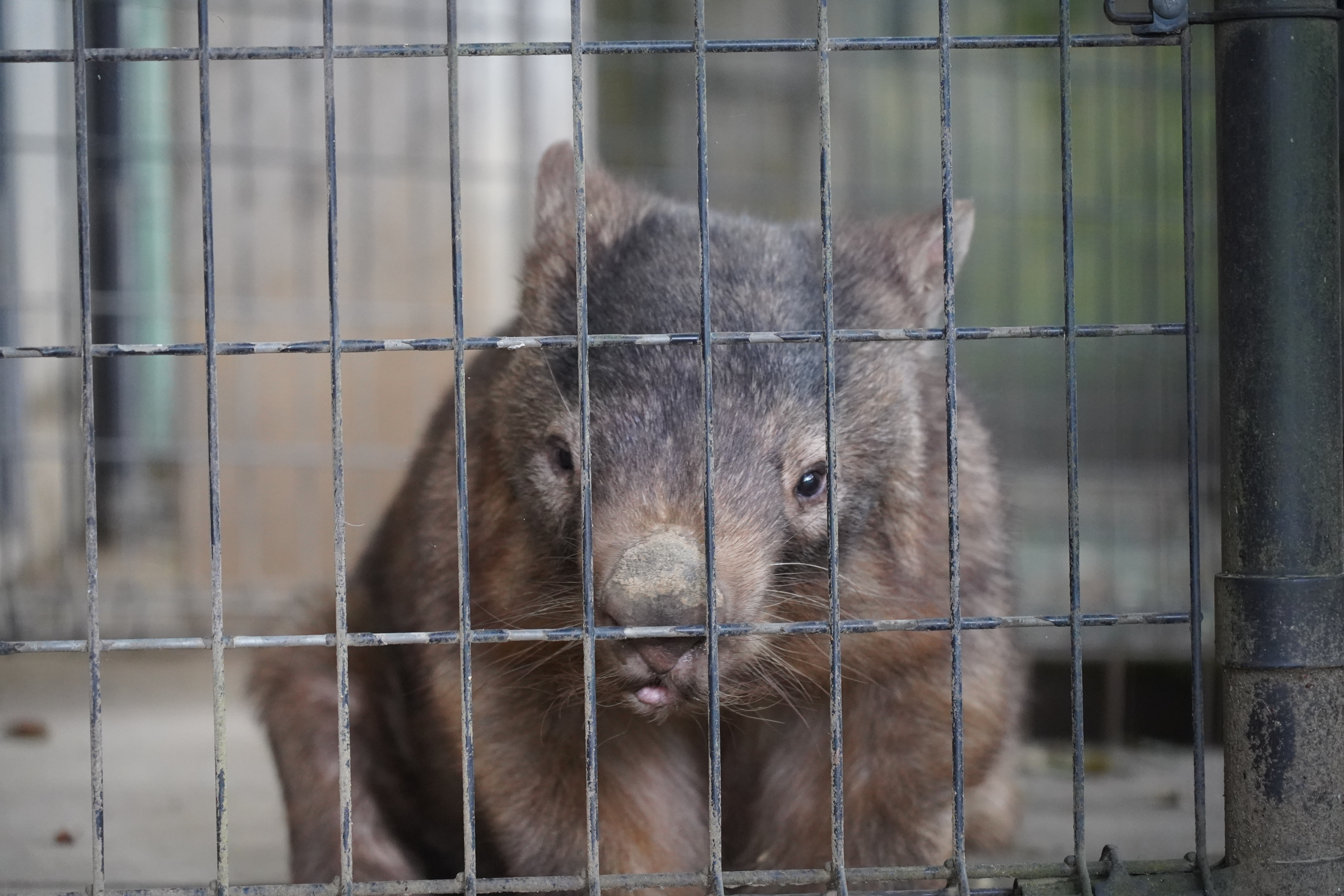
ウォレス (茶臼山動物園)

ウォレスは長野市茶臼山動物園で飼育されているオスのヒメウォンバットである。1996年9月生まれ(推定)、豪名「Wallace」、体長約1m、体重約30kg。

## 来歴
1996年9月(推定)、オーストラリアで誕生。2003年10月29日、オーストラリアのタロンガ動物園からメスのウァルカとともに名古屋市東山動植物園にやってくる。東山動植物園とタロンガ動物園は1996年に姉妹動物園提携を締結しており、その一環でウォンバットが贈られた。2011年5月14日、ウァルカが他界し、これ以降東山動物園のウォンバットはウォレス1頭となる。2018年5月28日、茶臼山動物園に移動、メスのモモコと暮らすようになる。2022年4月ウォレスをイメージしたぬいぐるみが発売される。2024年1月、モモコが他界し、茶臼山動物園で飼育されているウォンバットはウォレス1頭となる。

## 特徴
東山動植物園では「かみそりウォレス」と呼ばれていた。
東山動植物園では飼育場の土管の中で暮らすことが多く、茶臼山にやってきてからは丸太の中がお気に入りで「丸太王子」とも呼ばれている。
トウモロコシとパンが大好物。